# Zip Code Tour
Zip Code Tour es una gira musical de la banda The Rolling Stones que comenzó el 24 de mayo de 2015.

## Historia
El 31 de marzo de 2015 la banda anunció la gira Zip Code, por Estados Unidos y Canadá, llamado también Tour de Norteamérica 2015.

## Set list
Este Setlist es del concierto del 9 de junio de 2015 en Atlanta, EE. UU.. Pero no es completamente representativo del resto de conciertos del tour.

1. "Start Me Up"
2. "It's Only Rock 'n' Roll (But I Like It)"
3. "All Down the Line"
4. "Tumbling Dice"
5. "Doom and Gloom"
6. "Can't You Hear Me Knocking"
7. "You Gotta Move"
8. "Some Girls"
9. "Honky Tonk Women"
10. "Before They Make Me Run"
11. "Happy"
12. "Midnight Rambler"
13. "Miss You"
14. "Gimme Shelter"
15. "Jumpin' Jack Flash"
16. "Sympathy for the Devil"
17. "Brown Sugar"
18. Bis: You Can't Always Get What You Want"
19. Bis: "(I Can't Get No) Satisfaction"

## Fechas
| Fecha               | Ciudad       | País           | Lugar                       |
| Norteamérica        | Norteamérica | Norteamérica   | Norteamérica                |
| ------------------- | ------------ | -------------- | --------------------------- |
| 24 de mayo de 2015  | San Diego    | Estados Unidos | Petco Park                  |
| 30 de mayo de 2015  | Columbus     | Estados Unidos | Ohio Stadium                |
| 3 de junio de 2015  | Minneapolis  | Estados Unidos | TCF Bank Stadium            |
| 6 de junio de 2015  | Arlington    | Estados Unidos | AT&T Stadium                |
| 9 de junio de 2015  | Atlanta      | Estados Unidos | Bobby Dodd Stadium          |
| 12 de junio de 2015 | Orlando      | Estados Unidos | Orlando Citrus Bowl Stadium |
| 17 de junio de 2015 | Nashville    | Estados Unidos | LP Field                    |
| 20 de junio de 2015 | Pittsburgh   | Estados Unidos | Heinz Field                 |
| 23 de junio de 2015 | Milwaukee    | Estados Unidos | Marcus Amphitheater         |
| 27 de junio de 2015 | Kansas City  | Estados Unidos | Arrowhead Stadium           |
| 1 de julio de 2015  | Raleigh      | Estados Unidos | Carter–Finley Stadium       |
| 4 de julio de 2015  | Indianápolis | Estados Unidos | Indianapolis Motor Speedway |
| 8 de julio de 2015  | Detroit      | Estados Unidos | Comerica Park               |
| 11 de julio de 2015 | Buffalo      | Estados Unidos | Ralph Wilson Stadium        |
| 15 de julio de 2015 | Quebec City  | Canadá         | Plains of Abraham           |

## Banda
- Mick Jagger voz, armónica, guitarra, teclado
- Keith Richards guitarra, voz
- Ronnie Wood guitarra
- Charlie Watts batería